# Leopold Anton von Firmian
Leopold Anton Eleutherius Freiherr von Firmian (ur. 27 maja 1679 w Monachium, zm. 22 października 1744 w Salzburgu) – austriacki duchowny rzymskokatolicki, w latach 1727-1744 książę arcybiskup metropolita Salzburga.

## Życiorys
Urodził się 27 maja 1679, jego wujek ze strony matki hrabia Johann Ernst von Thun był biskupem Seckau (1679 – 1687) i księciem arcybiskupem Salzburga (1687–1709) roku. Leopold Anton von Firmian był wujem kardynała Leopolda Ernsta von Firmiana, księcia-biskupa Pasawy. Został wyświęcony na kapłana w Rzymie w 1707. w 1718 mianowany biskupem Lavent, otrzymał sakrę 22 maja 1718 z rąk arcybiskupa Franza Antona von Harracha. Następnie na krótko pełnił funkcje biskupa Seckau, już w 1727 został mianowany arcybiskupem Salzburga.
Firmian uznał za swój główny cel przywrócenie Kościołowi katolickiemu „dawnej potęgi i chwały”. W związku z tym próbował nawrócić protestancką mniejszość zamieszkującą arcybiskupstwo (zwłaszcza w Pongau) na wiarę katolicką - kazał jezuitom głosić kazania na wiejskich placach, wszyscy mieszkańcy wioski mieli obowiązek w nich uczestniczyć pod groźbą srogich kar. W dniu 31 października 1731, w 214. rocznicę przybicia przez Marcina Lutra jego 95 tez do drzwi kościoła w Wittenberdze, Firmian podpisał edykt o wydaleniu protestantów oświadczając, że wszyscy protestanci w arcybiskupstwie muszą przejść na katolicyzm lub opuścić księstwo w ciągu kilku dni. Aby wyegzekwować swoje zamówienie, Firmian sprowadził do Salzburga ponad 6000 austriackich żołnierzy. Ponad dwadzieścia tysięcy jego poddanych odmówiło porzucenia wiary protestanckiej i zostało wygnanych, zostali oni przyjęci przez Fryderyka Wilhelma I. Dla Salzburga wygnanie miało katastrofalne skutki gospodarcze. Firmian podzielił terytorium Salzburga na cztery obszary misji: augustianów, kapucynów, benedyktynów i franciszkanów.
Zmarł 22 października 1744 i został pochowany w krypcie katedry św. Ruperta w Salzburgu.